# Crémines
Crémines – gmina (niem. Einwohnergemeinde) w północno-zachodniej Szwajcarii, w kantonie Berno, w regionie administracyjnym Berner Jura, w okręgu Berner Jura. 31 grudnia 2020 roku liczyła 488 mieszkańców. 

## Demografia
Według danych z 2000 r. 80,4% mieszkańców gminy była francuskojęzyczna, 14% niemieckojęzyczna, a 1,7% hiszpańskojęzyczna. Na dzień 31 grudnia 2020 obcokrajowcy stanowili 9% ogółu mieszkańców.

## Transport
Przez teren gminy przebiega droga główna nr 30.